# Comarcas históricas del Rosellón

Comarcas tradicionales del departamento de Pirineos Orientales, toponimia en catalán.

Las comarcas históricas de Rosellón es el término con el que se denomina a las comarcas de tradicional división para este territorio francés, también denominado Cataluña del Norte o Catalunya Nord en catalán en el ámbito nacionalista a partir de la década de 1960 y generalizado en la actualidad, una región que forma la casi totalidad del departamento francés de los Pirineos Orientales, si exceptuamos la Fenolleda. 
Se trata de los territorios catalanes de soberanía española cedidos a Francia por Felipe IV en virtud de la Paz de los Pirineos de 1659.
En aquel entonces el territorio se encontraba inscrito en cinco comarcas basadas en las tradicionales veguerías y subveguerías de tiempos de Jaime II de Mallorca que en general, salvo Capcir, se corresponden con los condados de Rosellón, Conflent, Cerdaña y al señorío de Vallespir.
Para el Rosellón, se distinguen otras cinco comarcas tradicionales, que no tienen entidad jurídica reconocida en el ordenamiento territorial francés a diferencia de sus equivalentes de la vertiente española:
- Alta Cerdaña, con capital en Monluís y que se corresponde con la porción del territorio del antiguo condado de la Cerdaña situada al norte de los Pirineos.
- Capcir, con capital en Formigueras.
- Conflent, con la capital en Prades.
- Comarca del Rosellón, capital en Perpiñán.
- Vallespir, cuyo núcleo principal se encuentra en Ceret.